# فليتة
فليتة قبيلة جزائرية تتواجد بالغرب الجزائري وتتكون من العديد من الإتحادات العشائرية التي تبلغ 21 عرش وتعد عشائر الأشراف الحسينيين من أبرز ال قادة الذين تقلدوا الزعامة الروحية والقيادة في القبيلة و تتركز رئيسي بولاية غليزان ومن أجزاء من ولاية تيارت ومعسكر ومستغانم .
وكان كان يطلق اسم فليتة أساساعلى بطن من بَطْون سويد بن عامر بن مالك بن زغبة وذكرهم ابن عبد الرحمن بن خلدون. وهناك من قال أنهم من بني مخزوم أي من قريش مثل أبي الحسن علي بن محمد بن الخطيب القرشي التلمساني الذي عاش في بداية القرن السابع عشر ميلادي

## نسبهم

قبيلة مالك بن زغبة حسب رأي بن خلدون

إختلف المؤرخون حول نسب بطن فليتة وهناك رأيان بارزان هما:

### القول الأول
يرجع أصل فليتة حسب شجرة العائلة التي وضح فيها عبد الرحمن ابن خلدون إلى الهلاليين، وهي الآتي: فليتة ابن سويد بن عامر بن مالك بن زغبة  بن أبي ربيعة بن نهيك بن هلال بن عامر .
| فليتة | وكانت لسويد هؤلاء بطون مذكورون من فلمة وشبانة ومجاهر وجوثة كلهم من بني سويد | فليتة |

### القول الثاني
أما القول الثاني للمؤرخ أبي الحسن علي بن محمد بن الخطيب القرشي التلمساني  فأرجع نسبهم إلى بني مخزوم القرشية.

## عروش القبيلة
أبرز عشائر القبيلة :
- العمامرة .
- أولاد سيدي لزرق.
- أولاد سيدي يحي .
- أولاد سيدي احمد بن محمد .
- أولاد سيدي يحي بن احمد.
- الحرارثة .
- أولاد عامر .
- الحساسنة .
- أولاد سويد .
- بني درقن
- أولاد رافع .
- أولاد يحي
- بني يسعد .
- بني لومة
- ولاد راشد .
- أولاد بركات .
- أولاد بولحية
- العناترة

## تاريخ
عاصر بَطْن فليتة زمن عبد الرحمن ابن خلدون أي القرن 14م /7هـ ووصفهم بأنهم قليلي العدد 
| فليتة | وفي خلال ذلك خلت مجالاتهم بالقفر من ظعونهم وناجعتهم إلا أحياء من بطونهم قليلي العدد من الجوثة وفليتة ومالف وغفير وشافع وأمثالهم فغلب عليهم هنالك المعقل وفرضوا عليهم أتاوة من الإبل يعطونها ويختارونها عليهم من البكرات | فليتة |

وكانت مضاربهم بـالبطحاء بالمغرب الأوسط شمال ولاية تيارت وغرب ولاية غليزان وكانت تلك الحقبة مليئة بالصراعات القبلية بين الهلاليين والبربر من جهة ومن جهة أخرى بين الزيانيين والمرنيين.[بحاجة لمصدر]

### العصرالوسيط

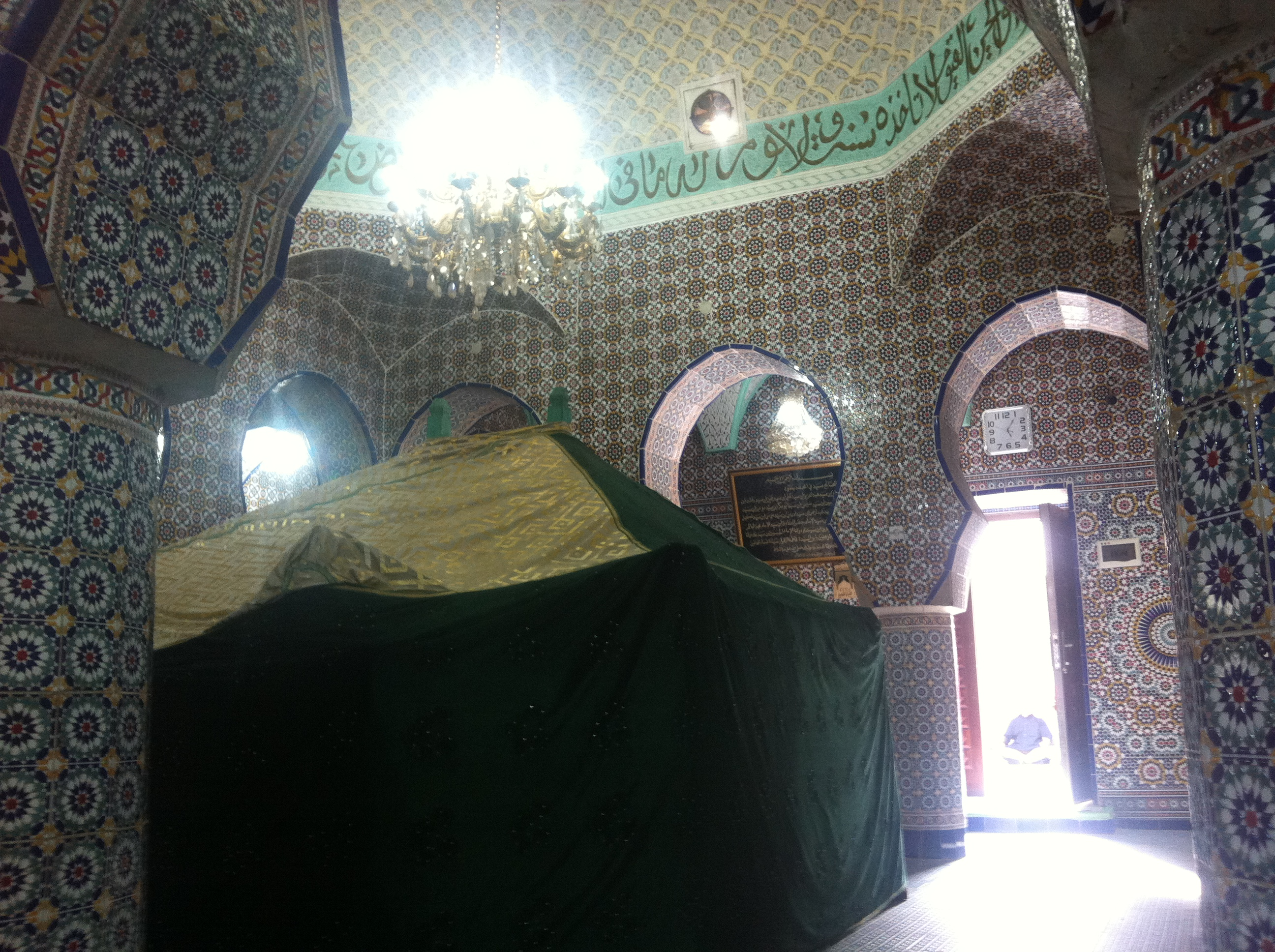
ضريح سيدي امحمد بن عودة

بحلول القرن 16 م /9 هـ تغيرت التركيبة الإجتماعية لقبائل وبطون الدولة الزيانية نتيجة الهجرات الأندلسية لبلاد المغرب الأوسط وكذلك هجرة الأدارسة من المغرب الأقصى وبقدوم العثمانيين للجزائر قدم كذلك مجموعة من العائلات الأناضولية والعائلات التي كانت تحت سيطرت العثمانيين وبخصوص قبيلة فليتة فشهدت هي الأُخرى تغير في بنيتها إذ اندمجت مع الهلاليين والبربر والأشراف الحسينيين والحسنيين .
واستلم الأشراف الحسينيين السلطة الروحية للقبيلة وتصاهروا مع المكون الهلالي بصورة كبيرة ومازالت صورة الشريف سيدي أمحمد بن عودة سلطان فليتة حاضرة في التراث الشفهي للقبيلة وتقام له وعدة سنوية تخليدا لذكراه، نظير جهاده ورباطه ضد الإسبان وعلمه وورعه وتقواه. وتشغل القبيلة كل من شمال ولاية تيارت وغرب ولاية غليزان.[بحاجة لمصدر]

### العهد العثماني
كانت قبيلة فليتة بين شد وجذب مع العثمانين مع العلم أنّ المنطقة كانت تابعة لبايلك الغرب وكانت مرة من الرعية وتارة للمخزن ويكمن سوء االتفاهم حول الجباية والمغارم التي كان ترى فيها القبيلة إجحافا في حقها وشيد الأتراك مركزا عسكريا اطلق عليه إسم زمورة  كان مقرا لقايدة فليتة وأي مسؤول يستطيع تسيير القايد يصبح بايا للبايك مثل الباي محمد بن عثمان والباي حسن ولعل أبرز حدث هو مشاركة القبيلة في ثورة درقاوة واندلاع حروب في منطقة فليتة.

### عهد الأمير عبد القادر

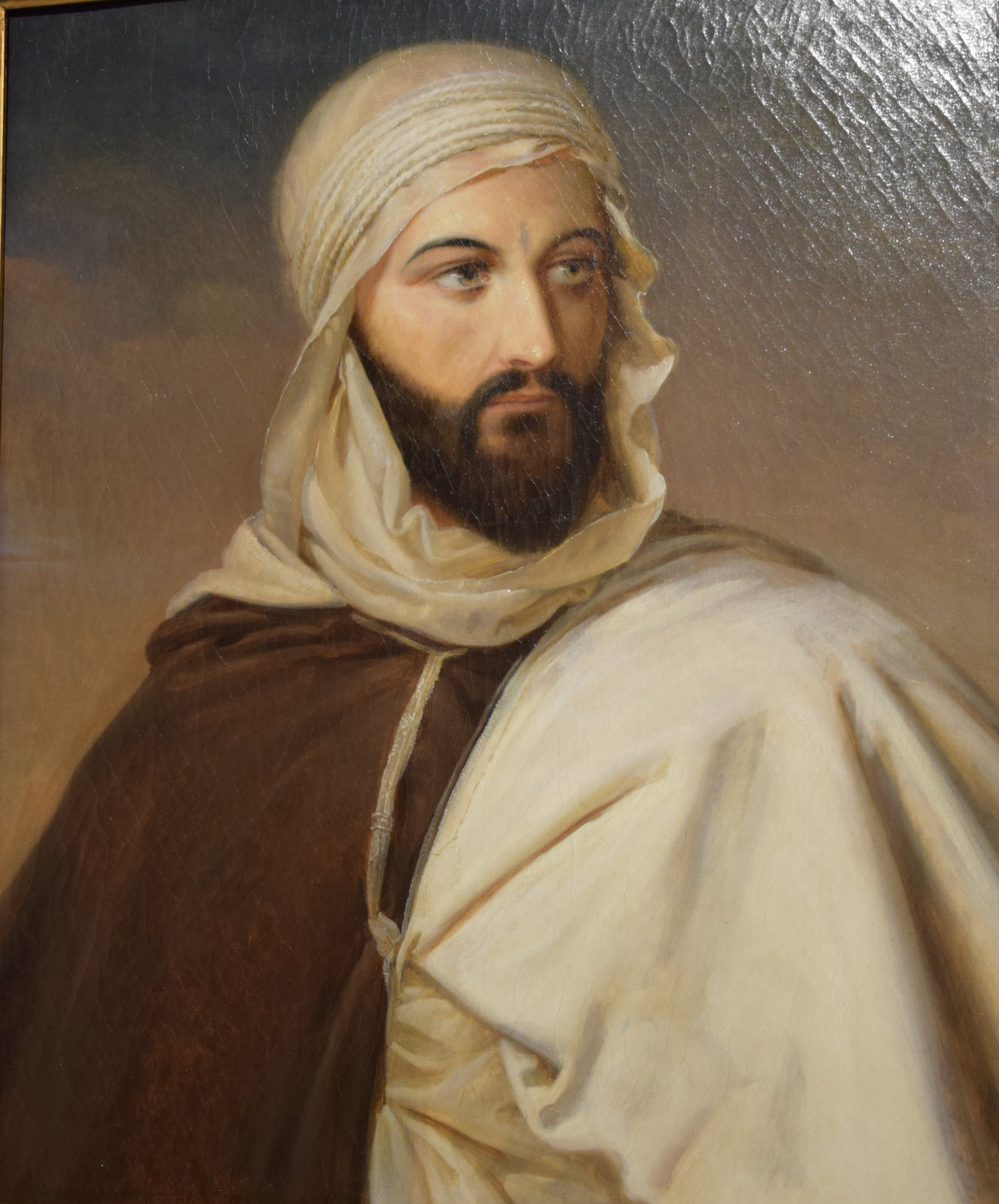
الأميير عبد القاد في ريعان شبابه

كانت قبيلة فليتة من أبرز المبايعين الأوائل للأمير عبد القادر بتاريخ 13 رمضان 1248 هجري :
| فليتة | وممن حضر هذه البيعة وبايع وسمع لها وتابع من القبائل الشرقية والأحياء الغربية الوزير المذكور وبنو عمه وسائر العلماء والأعيان من معسكر وقلعة هوارة وأحوازهما كبني شقران وبني غدوا وسجرارة وقبائل غريس وأحيائه وغمائره وعشائره وأعيان القبائل الشرقية كالعطاف وسنجاس وبني القصير ومرابطي مجاجة وصبيح وبني خويدم وبني العباس وعكرمة والمحال وفليته والمكاحلية وأحلافهم وأعيان مجاهر والبرجيه والدوائر والزمالة والغرابة وكافة قبائل اليعقوبية والجعافرة والحساسنة وبني خالد وبني إبراهيم ثم القبائل القبلية كأولاد شريف وأولاد الأكرد وصدامة وخلافة وغيرهم ممن يطول ذكرهم من قبائل المغرب الأوسط وعمائره سهله ووعره ثم الكل بايعوا عن أنفسهم وعن قبائلهم بالإذن العام من الخواص والعواموقعت هذه البيعة العامة في ثلاثة عشر رمضان سنة ثمان وأربعين ومائتين وألف وفي الرابع من فبراير سنة ثلاث وثلاثين وثمانمائة كتبها خادم الشريعة السمحاء محمد الشهير بابن حوا | فليتة |

وكان ضمن الوفد سيدي بن عبد الله الذي قاد العديد من المعارك ضد القوات الفرنسية في العديد من الوقائع العسكرية مثل ظهرة سيدي بن عبد الله عام 1835م ومعركة

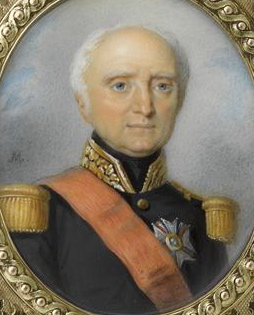
الجنرال بيجو

مزغران عام 1840م ولم تكتفي القبيلة بالحرب فقط , بل ردت على بيجو ردا قويا على لسان الضابط دوماس:
| فليتة | قلت لنا بأن الأمة الفرنسية أمة كبيرة و قوية , فلتعلم إذن أن العدل من شيم الكبار الأقوياء فلماذا تريدون الإستيلاء على بلاد هي ليست لكم ؟ و إذا كنتم أغنياء فماذا جاء بكم إلى شعب ليس له ما يعطيه لكم سوى البارود و أنتم بعد هذا تهددوننا بحرق محاصيلنا الزراعية و إعطائها علفا للخيل و الدواب ، و قد أصبنا بأمثال هذه المصائب عدة مرات فمرت بنا سنوات عرفنا فيها القحط و الجراد و الجوع ، و مع ذلك فقد كان الله دائما معنا ، لأننا مؤمنون و لأننا عرب و ليس العرب ممن يقضي عليهم البؤس و الشقاء فلتعلم إذن بأننا لن نخضع لكم أبدا | فليتة |

وما كان على بيجو إلا المبادرة بالهجوم بأعداد مكثفة لكنه تلقى هزيمة قاسية على يد عرش أولاد سيدي يحي حيث أسرت حوالي 300 جندي ومقتل العديد الجنود وما على الفرنسيين إلا الإنسحاب من المعركة
من إضافة لقيام أتباعه بتصفية مصطفى بن اسماعيل المتمرد على الأمير عبد القادر الذي تأسف على نهاية البشعة بعد أن حز رأسه في24 ماي 1843  كما شهد عام 1845م إنتقامه لسكان القلعة بعد مقتل 82 من أفرادها وهزم الفرنسيين شر هزيمة ,

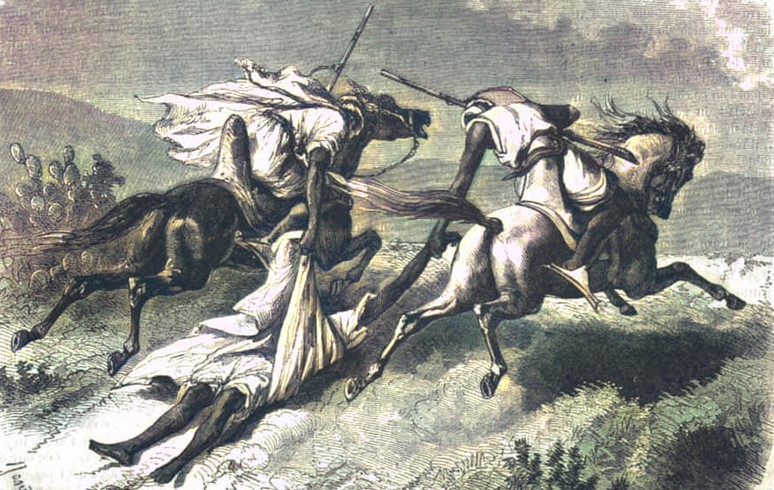
إستشهاد الثائر لزرق بلحاج إثر إصابته بقذيفة مدفعية 05 جوان 1864 بدار بن عبد الله

### عهد الإستعمار الفرنسي
وشاركوا في الجهاد ضد الفرنسيين واستمرت مقاومتهم حتى بعد سقوط الأمير عبد القادر بثورة بن عبد الله بن
فاطمة.[بحاجة لمصدر]شاركت قبيلة فليتة في مقاومة الشيخ بومعزة[بحاجة لمصدر] وكذلك تنظيم مقاومة سيدي لزرق بلحاج وسي عبد العزيز عام 1864 م والتي أعطت شرارة اندلاع ثورة لبيض سيد الشيخ،

وخلد شاعر محلي المقاومة بـ :
لكن التخطيط الجيد والمحكم للفرنسيين قضى على المقاومة ونُفي العديد من أفراد القبيلة لجزيرة كورسيكا.[بحاجة لمصدر] وبالرغم من ذلك قدم نابليون الثالث لمدينة غليزان  في شهر ماي من عام 1865م لتفقد مشروعه لكن الأهالي واجهوه وسدوا الطريق مما أجبر مرافقيه بمغادرة المدينة بعد عفى عن أقاربهم

## آراء حول القبيلة
- خصص العربي المشرفي في مخطوطه الشهيراليواقيت الثمينة الوهاجة في التعريف بسيدي محمد بن علي مولى مجاجة وصفا لأشراف فليتة وقال فيهم:[13]| فليتة | ومن شرفاء الشهرة شرفاء فليتا وفيهم وهم فروق وجموع أولوا نجدة في الاصول والفروع عصبيتهم قاهرة ، باهرة لعدوهم وغير ظاهرة يضيف في سطوتهم وسلطانهم تخدمهم القبائل وتذعن لكلمتهم الاواخر والاوائل اغناهم شرفهم الظاهر على الرسوم والظواهر ، وظائفهم موسومة على أعراب سويد ووطأتهم شديدة على عرب منداس التي كانت تسودهم بمنداس ولا يستنكف احد من وطاتهم ولا يجزع او يفرع من جراتهم فصولتهم صولة الملوك لا يرد عليهم غني ولا صعلوك لا تاخدهم في الله لومة لائم ، وتكلموا على إظهار الحق بالباطل يستنكفون من اتباع الشرع الباطل ، جراتهم هي التي أهدت القوم للطريق وسلكها المسلم والبطريق ، فتحوا للمخزن الابواب و شرحوا له رموز الوظائف على الاعتاب كانوا لملوك الاتراك عينا ناظرة وبصيرة باصرة ولذلك كتب توقيرهم في الصحف والالواح وما احسن تعظيم الملوك للاشراف اذا عثث في البلاد اللئام والاطراف | فليتة |

## معرض صور

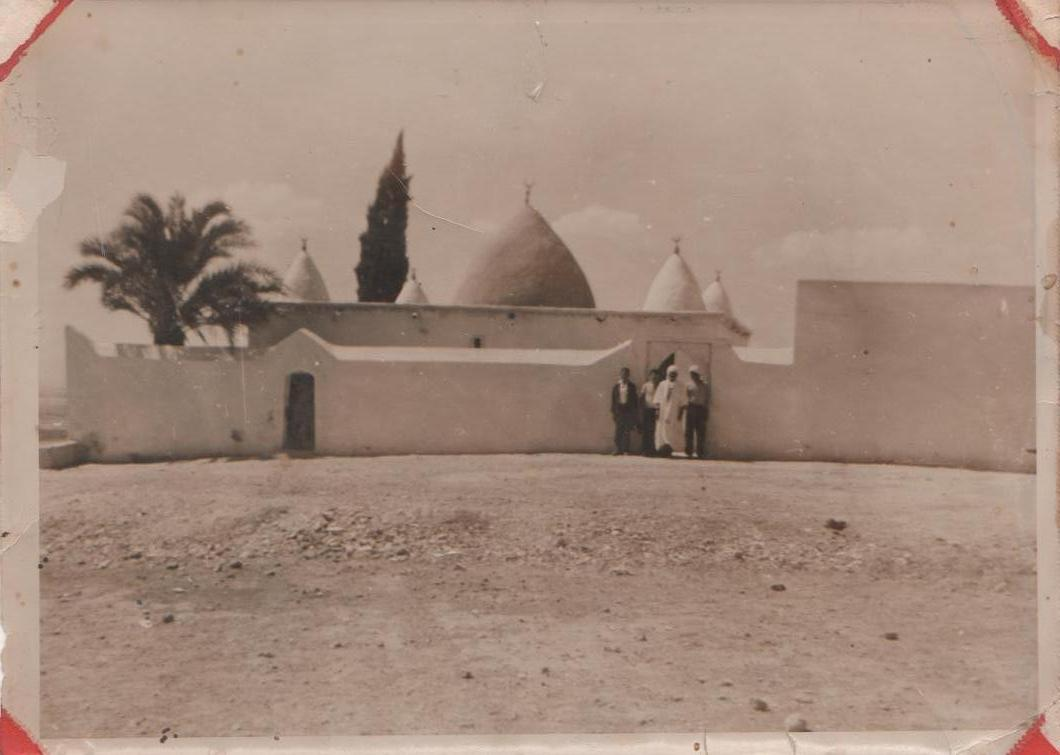
ضريح سيدي حراث بزمورة 1960
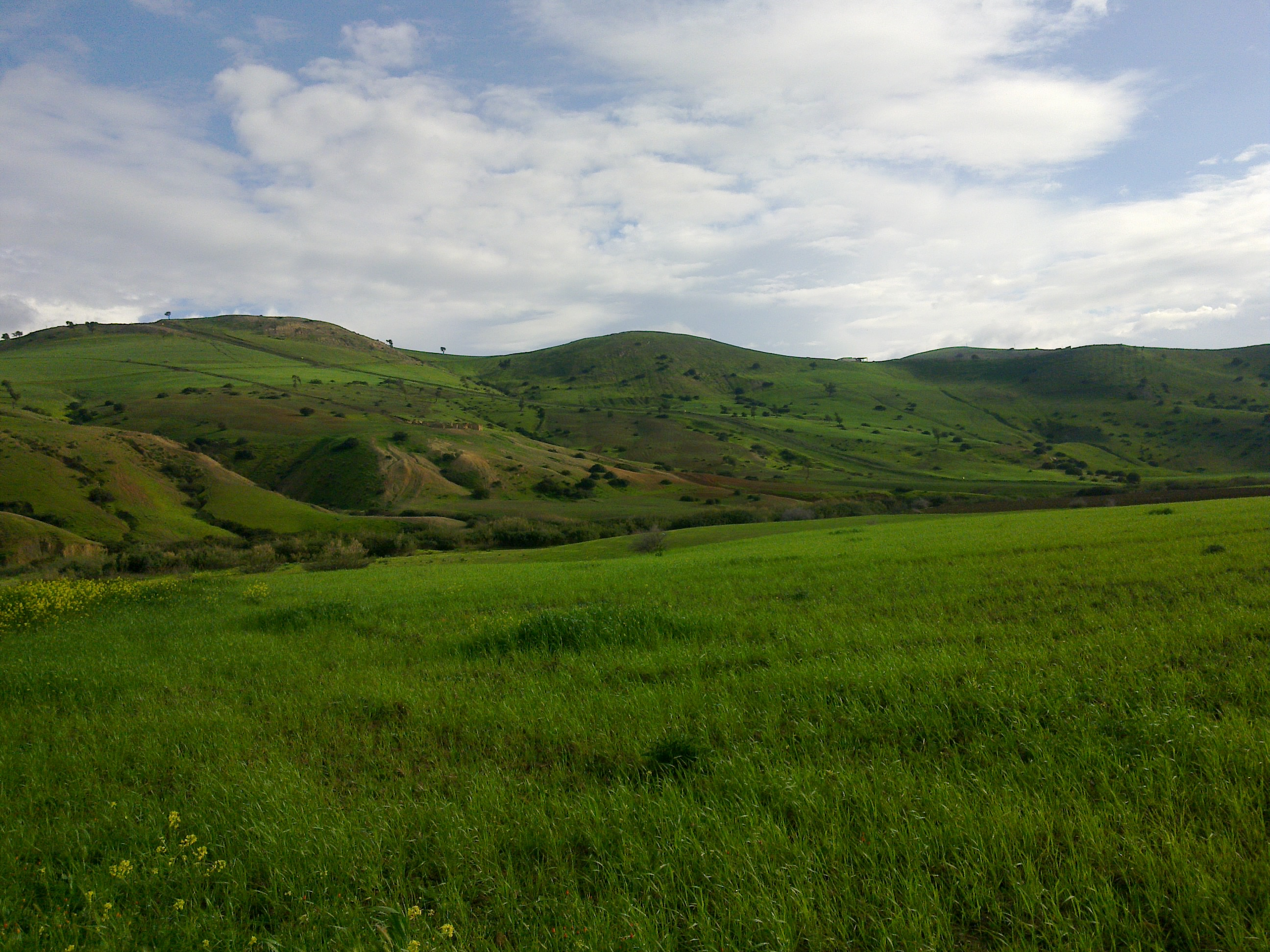
ضواحي سيدي لزرق